# Духонькино
Духонькино — деревня в Атюрьевском районе Республики Мордовия. Входит в состав Перевесьевского сельского поселения.

## История
В «Списке населённых мест Тамбовской губернии за 1866» Духонькино казенная деревня из 53 дворов входящая в состав Темниковского уезда.

## Население
| 2002 | 2010 |
| ---- | ---- |
| 259  | ↘246 |

Национальный состав
Согласно результатам Всероссийской переписи населения 2002 года, в национальной структуре населения мордва составляли 90 %.